# 網 (松本清張)
『網』（あみ）は、松本清張の長編推理小説。戦時中に培われた軍人の信義と戦後社会との葛藤が生んだ連続殺人事件を描くミステリー長編。「黒の線刻画」第1話として『日本経済新聞』に連載され（1975年3月9日 - 1976年3月17日付、連載時の挿絵は風間完）、1984年9月に光文社文庫から刊行された。

## あらすじ
小説家の小西康夫は、早春のある日、北陸地方の地方紙・中北新聞社の社長・沼田貞一から封書を受け取り、直々に連載小説を依頼される。
今から32年前の昭和18年冬、小西と沼田は竜山の陸軍歩兵第22部隊の同じ班に所属し、大坪見習士官や斉藤久太郎上等兵の配下にあった。大坪が沼田に軍人勅諭の全文を暗唱させて満足し、斉藤が初年兵の小西に無理な号令をかけていたことなどを、小西は回想する。
N市の中北新聞本社を沼田の招きで訪れた小西は、沼田が大坪見習士官の話題を曖昧にぼかすのを意外に思うが、連載小説の依頼を承諾する。その翌日、N県の香月温泉に宿泊していた小西に、沼田は原稿料のほかに、月々二十万円を送金し、ある人に渡してもらいたいと依頼、小西は昔の戦友のよしみで承諾する。しかし、このことで小西は奇妙な事件に巻き込まれることになった。
従弟の桑木二郎からの情報で、4月の衆議院解散総選挙の投票日の前夜、沼田が支援するN県の与党候補者・青山善七の陣営で、選挙参謀を務めていた土井謙蔵が、買収違反の嫌疑を受ける中で姿を消したことを知る。また、青山は香月町副議長の坂井大助の寝返りにより、僅差で落選の結果に終わったものの、沼田が選挙違反の摘発を逃れていたことから、小西は文化通信社の畑益夫を通じて事情を探る。
6月から連載を開始した小西のもとに、渡辺正雄と名乗る男が二十万円の受け取りに来訪する。以降、渡辺正雄の妻・春子を名乗る女性など、続々と不思議な人物が現われ、その度に、四国八十八箇所にちなむ巡礼歌が送られてきた。小西はそれらの巡礼歌が、旧軍人による「信義」の軍人勅諭に違背したかどでの、制裁予告の暗号と考え、沼田の身が心配になる。
渡辺春子の正体を突き止めた小西だったが、白銀林道の付近で意外な人物の殺人死体が発見される。現場に残されたミツバチとハエの死骸の謎を解こうとする小西のもとに、第二の殺人の報が入り、小西はN県に隣接する長野県に向かい、殺人事件の犯人を追い詰めようとする。

## 主な登場人物
小西康夫
小説家だが、売れる作家ではない。軍隊では教育召集の二等兵だった。
沼田貞一
N県N市に本社を置く地方紙・中北新聞社の社長。現役志願兵として軍隊に入隊、小西と同じ班に所属していた。
小西登代子
小西康夫の妻。
桑木二郎
小西康夫の従弟。N地方検察庁の次席検事。選挙違反の取調べに関わる。
畑益夫
文化通信社の営業部長。
坂井大助
N県西南部にある香月町の地酒「雪の峰」醸造元主人。町議会副議長。大入道のように肥えている。62歳。
坂井真二
坂井大助の次男。25歳。非行が多く、大麻密輸で摘発される。
土井謙蔵
N県の与党候補者・青山善七の選挙参謀となるが、買収の嫌疑を受け姿を消す。54歳。
斉藤久太郎
軍隊で小西と同じ班にいた先任上等兵。

## エピソード
- 著者は作中の選挙違反の記述にあたり、高橋秋一郎「選挙違反事件の捜査公判を通して見た選挙犯罪の実体について」（法務研修所発行）を参考にしたことを明かし、以下のようにアイデアを書きつけている。「候補者から多額な選挙運動費を貰うが、新聞紙面だけのPRにして、実際運動はせず、そのため自分だけが選挙違反（買収）にひっかからなかった地方新聞の社長。彼はその金で負債を返した」[9]。